# Кот-Нор

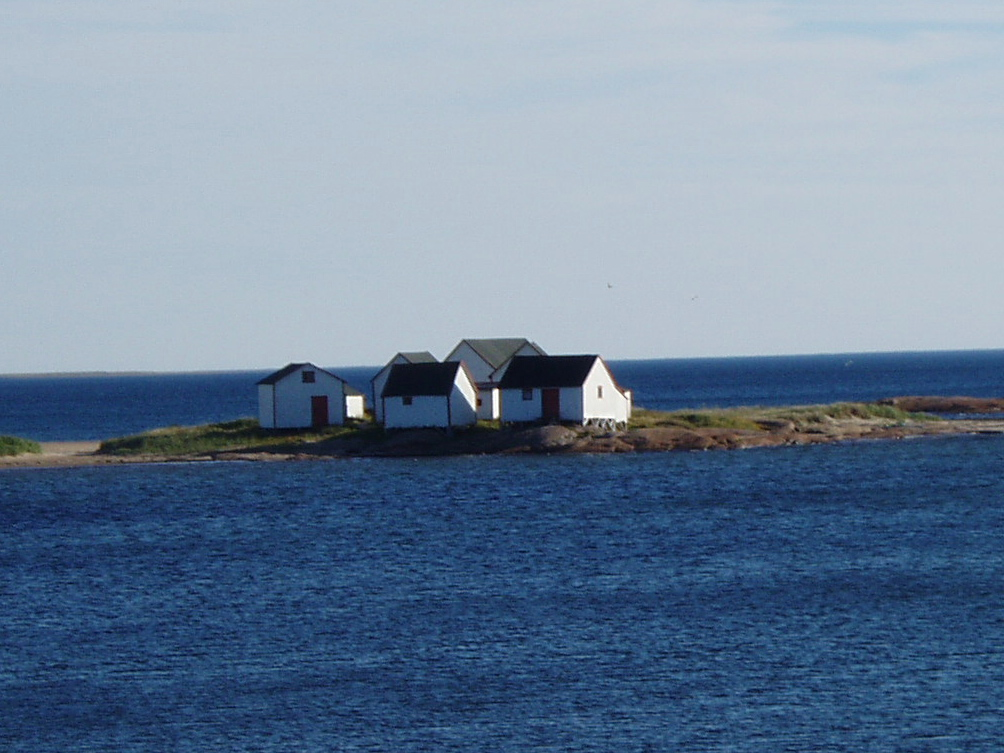
Поселок Наташкуан на побережье Кот-Нор

Кот-Нор (фр. La Côte-Nord, «Северный Берег») — обширный административный регион на северо-востоке провинции Квебек, граничит с провинцией Ньюфаундленд-и-Лабрадор на востоке, рекой Сагеней на западе и Северный Квебек на севере. Его преимущественно франко-канадское население проживает на северном берегу р. Св. Лаврентия, постепенно переходящей в одноимённый залив. Экономика региона представлена рыболовством, лесозаготовкой и лесопереработкой, добычей железных и титановых руд, а также гидроэнергетикой. Административно Кот-Нор разделен на 6 региональных и 33 местных муниципалитета. Его административный центр — г. Сет-Иль. В 500 км к северу расположен полузаброшенный шахтёрский посёлок Шеффервилл. Имеются индейские резервации (Наташкуан и др.) Кот-Нор относится к регионам Крайнего Севера

## Общие данные
- Население: 95 911 (2006)
- Площадь: 236 700 км²
- Плотность: 0,4 чел./км²
- Уровень рождаемости: 10,8 ‰ (2006)
- Уровень смертности: 6,3 ‰ (2006)
- Миграционный прирост отрицателен.

## Достопримечательности
- Остров Рене-Левассёр — второй по площади озёрный остров в мире (первый — канадский же остров Манитулин, расположенный на озере Гурон)[1]; а также второй по площади остров Квебека.